# Медицински колеж (Благоевград)
Медицинският колеж в Благоевград е бивше висше училище в структурата на Медицинския университет в София.
Колежът е бил акредитиран да извършва обучение по медицински специалности за степен професионален бакалавър. Закрит е с Постановление 45 на Министерския съвет от 20 февруари 2009 г. (ДВ, бр. 17 от 6 март 2009).
Координати за контакт:
- Благоевград 2700
- бул. „Братя Миладинови“ 21
- директор – д-р Янка Янкова, тел: 073 – 83 35 23
- учебен отдел – 073 – 88 52 79